# AKM
AKM (tên đầy đủ là Avtomat Kalashnikova modernizirovannyy ) (tiếng Nga: Автомат Калашникова модернизированный) (tiếng Việt đầy đủ: Súng trường Kalashnikov hiện đại hóa) là súng trường tấn công của Liên Xô. Nó là bản cải tiến từ AK-47 vào thập niên 1950. Được trang bị cho Hồng Quân vào năm 1959, AKM được sử dụng rộng rãi trên thế giới bởi giá thành rẻ, hỏa lực mạnh, độ tin cậy cao, độ bền và thiết kế đơn giản của nó. Tại Liên Xô và Nga, AKM được sản xuất tại các xưởng quân khí Tula và Izhevsk. Súng được chính thức sử dụng trong quân đội Liên Xô vào cuối năm 1960. Hiện nay, AKM vẫn còn được sử dụng tại Nga và nhiều lực lượng vũ trang trên thế giới.

## Đặc điểm

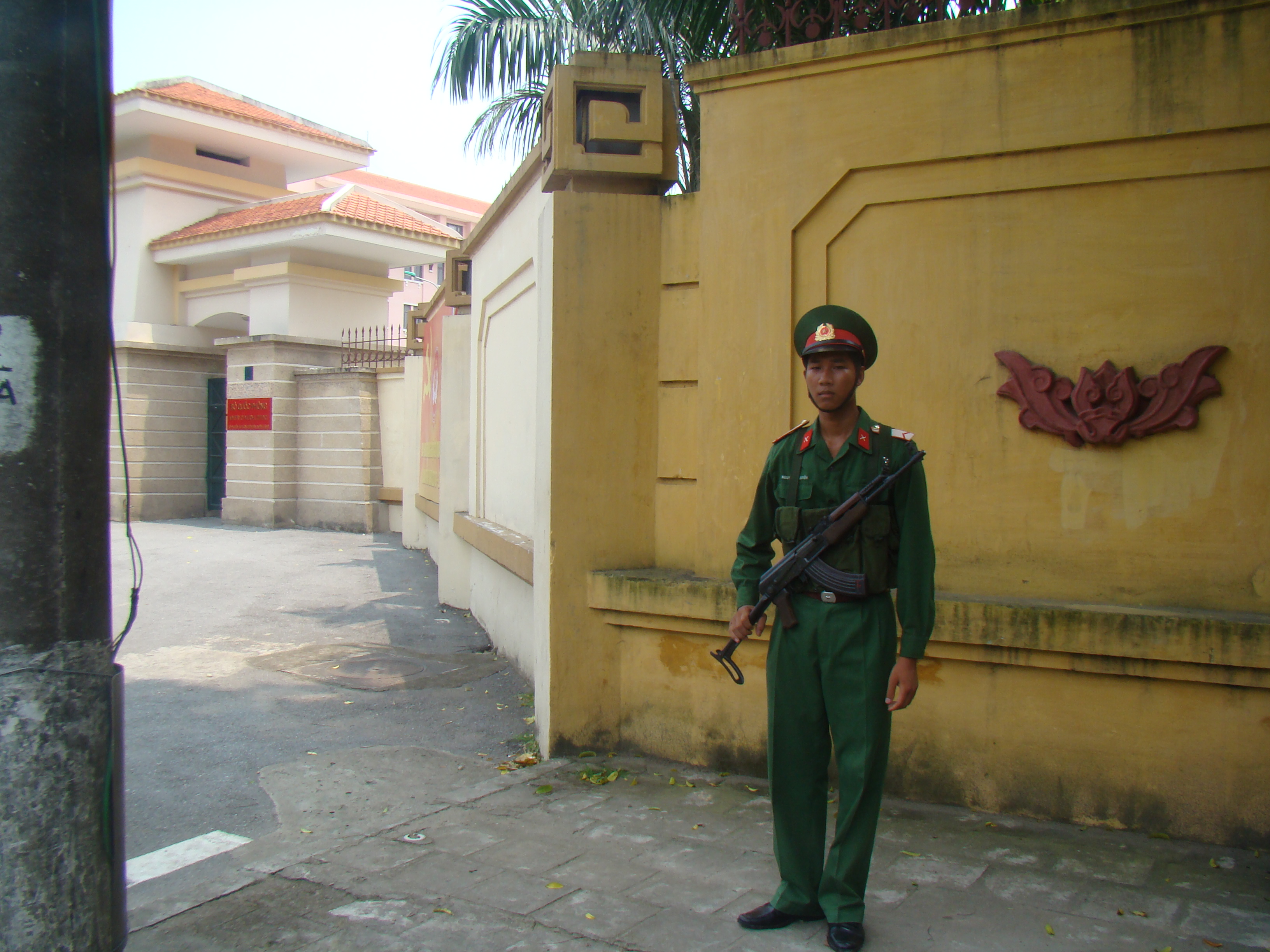
Một người lính Quân đội Nhân dân Việt Nam với khẩu AKMS

Những thay đổi chủ yếu của súng so với AK-47 là việc ứng dụng loại thép mới bền hơn và cụm cò-búa được cải tiến bằng cách thiết kế thêm một chi tiết làm trễ búa đập. Những thay đổi khác là việc thiết kế lại báng súng, tay cầm và bộ ốp lót phía trước, đồng thời thay đổi nguyên liệu chế tạo các bộ phận của súng từ gỗ tiện sang gỗ ép cường độ cao và bakelite. Các cải tiến này làm súng nhẹ hơn 25% so với AK-47 nhưng lại chắc chắn hơn. Ốp lót tay dưới có mấu giữ giúp tăng cường khả năng nắm chắc súng của xạ thủ trong quá trình chiến đấu. Chụp đầu nòng bù giật được gắn vào đầu nòng súng bằng ren nòng nhằm tăng độ chụm của loạt bắn liên thanh (sang phải lên trên, theo tư thế bắn và cách cầm súng tiêu chuẩn) và làm giảm khả năng tản mát. Ống bù giật có thể được tháo ra và thay thế bằng thiết bị giảm thanh PBS-1, thường được biết tới với tên gọi ống giảm thanh. Thiết bị giảm thanh này đòi hỏi đạn cận âm để chức năng giảm thanh được hiệu quả. AKM sử dụng loại đạn 7,62x39mm M43 tiêu chuẩn có lõi thép tăng khả năng xuyên giáp chống đạn.
Một thay đổi khác của AKM là việc cải tiến thước ngắm với các vạch chia tầm từ 100m đến 1000m (AK-47 tối đa là 800m), dù rằng khả năng ngắm bắn ở khoảng cách 800 hay 1000 mét chỉ là trên lý thuyết vì quá xa với mục tiêu đơn lẻ (trừ trường hợp bộ binh địch đứng tập trung thành đám đông), tầm ngắm hiệu quả chung của xạ thủ với mục tiêu đơn lẻ chỉ vào khoảng 300 - 600m.
Mặc dù AK-74 với loại đạn 5,45x39 mm M74 được sản xuất và sử dụng tại các lực lượng vũ trang tại Nga, song AKM chưa bao giờ bị Nga loại khỏi quân ngũ, và vẫn được cất giữ trong các kho quân giới của quân đội Nga. Một vài đơn vị đặc biệt của Nga tham chiến trực tiếp tại Chechnya đều sử dụng AK-47 thay vì AK-74, một phần vì đạn 7,62mm của AK-47 có sức xuyên phá mạnh hơn đạn 5,45mm của AK-74.

## Các quốc gia sử dụng

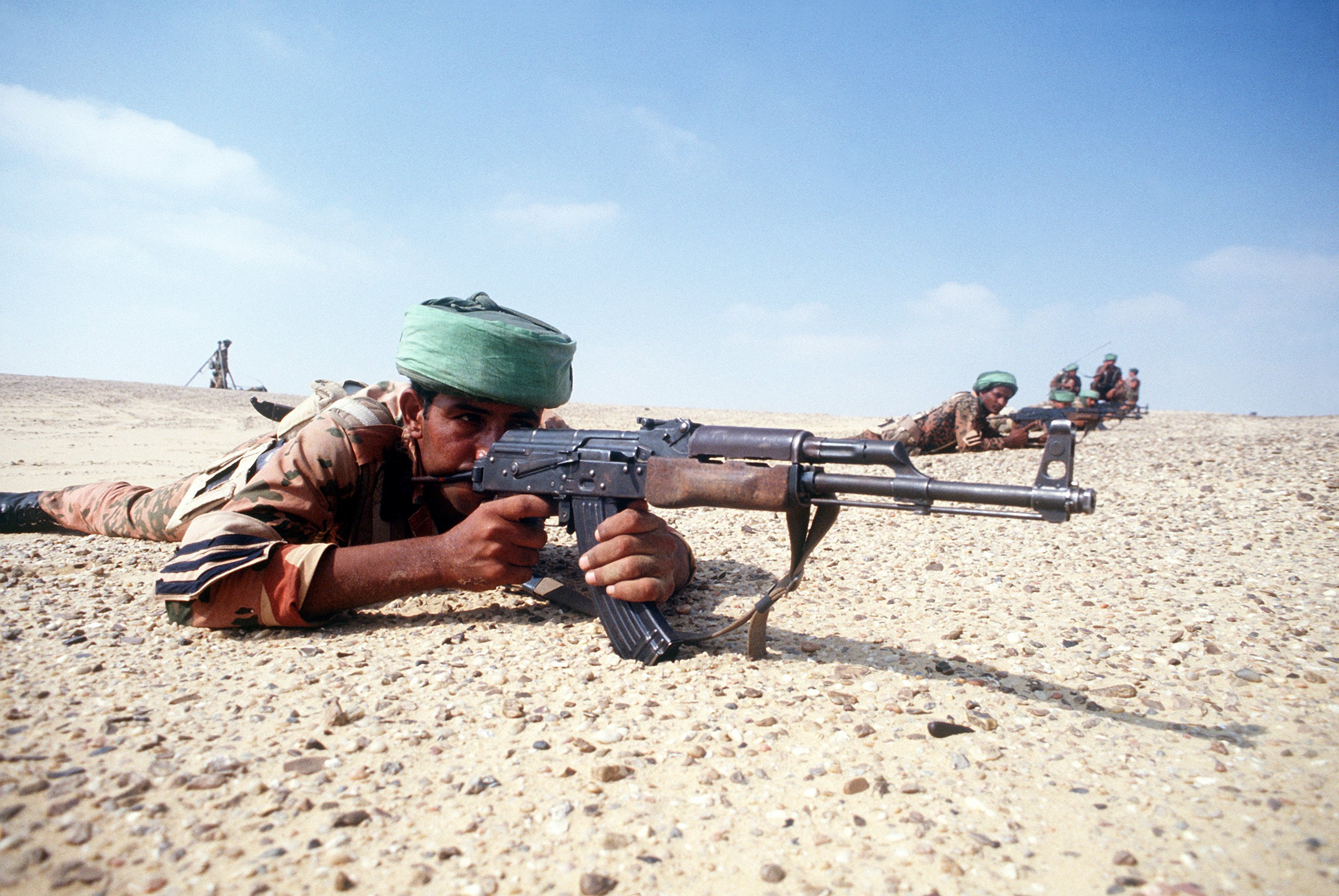
Lính Ai Cập - năm 1983.

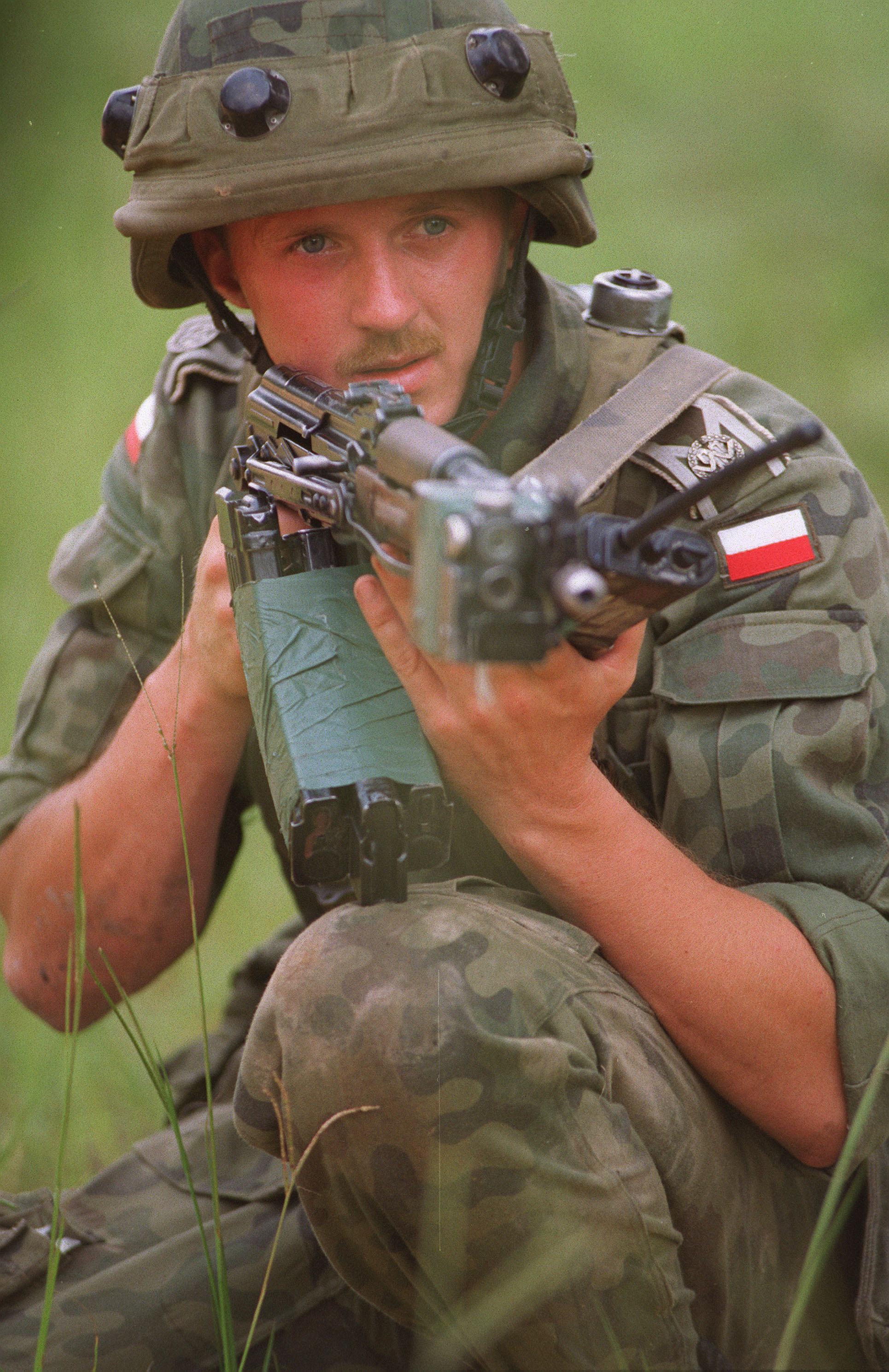
Một lính Ba Lan cầm khẩu AKM với hệ thống chấm mục tiêu laser

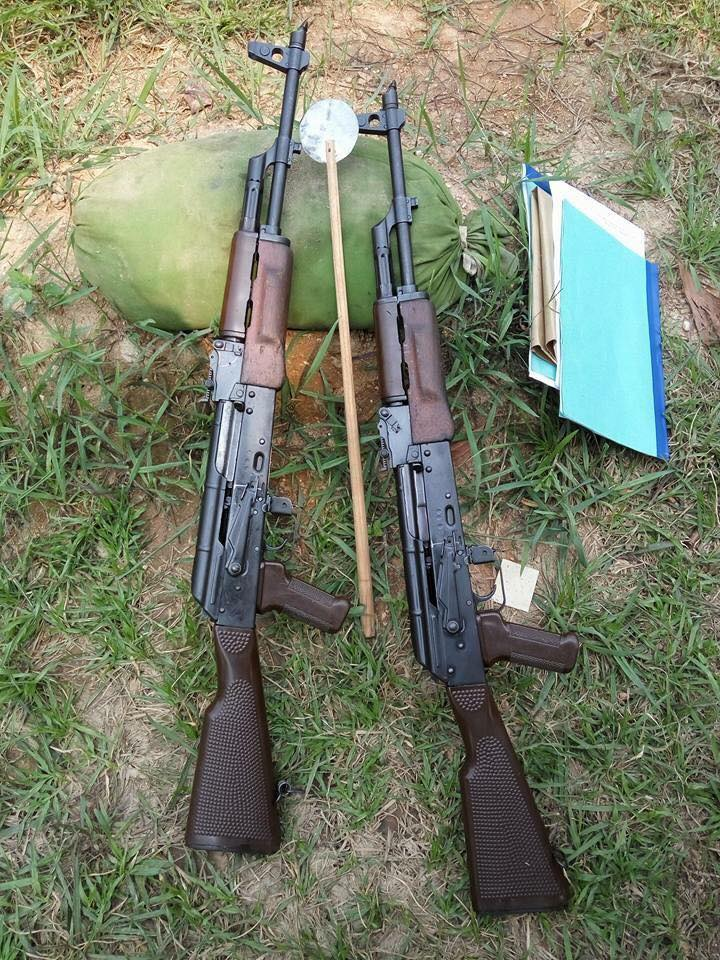
MPi-KM, phiên bản AKM do Đông Đức sản xuất được sử dụng nhằm mục đích huấn luyện trong Quân đội Nhân dân Việt Nam.

- Liên Xô: Tự chế tạo, sản xuất và chuyển giao cho các nước theo chủ nghĩa xã hội.
- Khối Warszawa
- Afghanistan
- Ai Cập
- Albania
- Algérie
- Angola
- Ấn Độ
- Armenia
- Azerbaijan
- Ba Lan
- Indonesia
- Bangladesh
- Belarus
- Bénin
- Bosna và Hercegovina
- Botswana
- Bulgaria
- Cabo Verde
- Các Tiểu vương quốc Ả Rập Thống nhất
- Cameroon
- Cộng hòa Nhân dân Campuchia[1]
- Campuchia
- Comoros
- Cộng hòa Congo
- Cộng hòa Dân chủ Congo
- Cộng hòa Trung Phi
- Cuba
- Djibouti
- Cộng hòa Dân chủ Đức: MPi-KM (AKM) và MPi-KMS-72 (AKMS)
- Eritrea
- Estonia
- Ethiopia
- Gabon
- Gruzia
- Guiné-Bissau
- Guinea Xích Đạo
- Guinée
- Guyana
- Hungary: AK-63
- Iran
- Iraq
- Kurdistan thuộc Iraq
- Kurdistan
- Israel
- Jordan
- Kazakhstan
- Kuwait
- Kyrgyzstan
- Lào
- Latvia
- Lesotho
- Liban
- Liberia
- Libya
- Litva
- Macedonia
- Madagascar
- Mali
- Maroc
- Moldova
- Mozambique
- Mông Cổ
- Mỹ: Sử dụng với mục đích huấn luyện. AK-47, AKM cũng được người dân Mỹ sử dụng rất nhiều với phiên bản dân sự.
- Myanma
- Namibia
- Nigeria
- Nam Sudan
- Nam Tư[3].
- Nga
- Oman
- Ả Rập Saudi
- Pakistan
- Palestine
- Panama
- Peru
- Phần Lan[4] Sử dụng MPi-KM hay khẩu RK 72[5] cùng với các biến thể của AK được thiết kế riêng (khẩu RK 62 và khẩu RK 95 TP) cho các đơn vị.
- Qatar
- Romania: PM md. 63 (AKM), PM md. 65 (AKMS), PM md. 90 (AKMS)
- Rwanda
- São Tomé và Príncipe
- Serbia
- Seychelles
- Sierra Leone
- Slovenia
- Somalia
- Somaliland
- Sudan
- Suriname
- Syria
- Tajikistan
- Tanzania
- Thổ Nhĩ Kỳ
- Togo
- Cộng hòa Dân chủ Nhân dân Triều Tiên: Súng trường tấn công Type 68
- Cộng hòa Nhân dân Trung Hoa: Type 56
- Turkmenistan
- Uganda
- Ukraina
- Uzbekistan
- Việt Nam
- Yemen
- Zambia
- Zimbabwe